# Barmes
Pour les articles homonymes, voir Balme.
Barmes (en italien Balme) est une commune de la ville métropolitaine de Turin, dans le Piémont, en Italie.

## Administration
| Période                                  | Période  | Identité                     | Étiquette    | Qualité |
| ---------------------------------------- | -------- | ---------------------------- | ------------ | ------- |
| 14 juin 2004                             | En cours | Giovanni Battista Castagneri | lista civica |         |
| Les données manquantes sont à compléter. |          |                              |              |         |

### Hameaux
- Bogone (Bougoùn)
- Chialambertetto (Tchabartàt)
- Cornetti - (Li Cournàt)
- I Frè - (Li frè)
- Pian della Mussa

### Communes limitrophes
Ala di Stura, Groscavallo, Lemie, Ussel.

### Évolution démographique
Habitants recensés